# Wahlkreis Paisley (Schottisches Parlament)
| Paisley                 |
| ----------------------- |
| Paisley · West Scotland |
| Gebildet                |
| 2011                    |
| Abgeordneter            |
| George Adam (SNP)       |
| Regionen                |
| Renfrewshire            |

Paisley ist ein Wahlkreis für das Schottische Parlament. Er wurde im Zuge der Neuordnung der Wahlkreise im Jahre 2011 als einer von zehn Wahlkreisen der Wahlregion West Scotland eingeführt, die aus der Wahlregion West of Scotland hervorgegangen ist. Der Wahlkreis Paisley umfasst das Stadtgebiet von Paisley und Gebiete der Council Area Renfrewshire und ersetzt damit großteils die Wahlkreise Paisley North und Paisley South. Der Wahlkreis entsendet einen Abgeordneten.
Der Wahlkreis erstreckt sich über eine Fläche von 48,4 km2. Im Jahre 2020 lebten 72.718 Personen innerhalb seiner Grenzen.

## Wahlergebnisse

### Parlamentswahl 2011
| Ergebnisse der Parlamentswahl 2011 | Ergebnisse der Parlamentswahl 2011 | Ergebnisse der Parlamentswahl 2011 | Ergebnisse der Parlamentswahl 2011 |
| Partei                             | Kandidat                           | Stimmen                            | %                                  |
| ---------------------------------- | ---------------------------------- | ---------------------------------- | ---------------------------------- |
| SNP                                | George Adam                        | 10.913                             | 42,6                               |
| Labour                             | Ewan Williams                      | 10.665                             | 41,7                               |
| Conservative                       | Gordon McCaskill                   | 2229                               | 8,7                                |
| Liberal Democrats                  | Eileen McCartin                    | 1783                               | 7,0                                |
| Wahlbeteiligung: 25.590 (49,15 %)  |                                    |                                    |                                    |

### Parlamentswahl 2016
| Ergebnisse der Parlamentswahl 2016 | Ergebnisse der Parlamentswahl 2016 | Ergebnisse der Parlamentswahl 2016 | Ergebnisse der Parlamentswahl 2016 | Ergebnisse der Parlamentswahl 2016 |
| Partei                             | Kandidat                           | Stimmen                            | %                                  | ±                                  |
| ---------------------------------- | ---------------------------------- | ---------------------------------- | ---------------------------------- | ---------------------------------- |
| SNP                                | George Adam                        | 14.682                             | 49,8                               | +7,2                               |
| Labour                             | Neil Bibby                         | 9.483                              | 32,2                               | −9,5                               |
| Conservative                       | Paul Masterton                     | 3.533                              | 12,0                               | +3,3                               |
| Liberal Democrats                  | Eileen McCartin                    | 1.766                              | 6,0                                | −1,0                               |
| Wahlbeteiligung: 29.464 (57,0 %)   |                                    |                                    |                                    |                                    |

### Parlamentswahl 2021
| Ergebnisse der Parlamentswahl 2021 | Ergebnisse der Parlamentswahl 2021 | Ergebnisse der Parlamentswahl 2021 | Ergebnisse der Parlamentswahl 2021 | Ergebnisse der Parlamentswahl 2021 |
| Partei                             | Kandidat                           | Stimmen                            | %                                  | ±                                  |
| ---------------------------------- | ---------------------------------- | ---------------------------------- | ---------------------------------- | ---------------------------------- |
| SNP                                | Mark McDonald                      | 17.495                             | 50,0                               | +0,2                               |
| Labour                             | Neil Bibby                         | 11.420                             | 32,7                               | +0,5                               |
| Conservative                       | Russell Findlay                    | 3.342                              | 9,6                                | −2,4                               |
| Green                              | Scott Bevan                        | 1.584                              | 4,5                                | +4,5                               |
| Liberal Democrats                  | Eileen McCartin                    | 1.124                              | 3,2                                | −2,8                               |
| Wahlbeteiligung: 62 %              |                                    |                                    |                                    |                                    |